# Cliff (fumetto)
Cliff è stata una serie a fumetti d'avventura ideata da Max Bunker e pubblicata in Italia dall'Editoriale Corno dal 1979 al 1980 per 16 albi.

## Trama
Gary Robertson, ricercatore biochimico di Los Angeles al servizio dell’esercito, scopre una formula in grado di sterminare intere popolazioni. Per impedire che la formula cada nelle mani del generale Colberg o dell’organizzazione segreta Watcher, lo scienziato decide di distruggere il frutto della sua ricerca. Nel farlo però causa inavvertitamente un'esplosione radioattiva di raggi gamma che gli provoca un inaspettato cambiamento, trasformandolo, quando cala la notte, in un uomo di colore dalla forza erculea e dalla pelle d’acciaio di nome Cliff.

## Storia editoriale
La serie venne pubblicata dal febbraio 1979 al maggio 1980, interrompendosi con il sedicesimo numero nonostante ne fosse stato annunciato un diciassettesimo, Sulla via di Istanbul, che non venne mai pubblicato.
Venne ideata e scritta da Max Bunker, che così ne presentò i disegnatori: "… per la prima volta mi sono affidato al pennello di uno spagnolo che ha vissuto diverso tempo in Italia, Vasquez De La Vega, e che lavora attualmente in coppia col fratello Enriquez. Una curiosità: sono entrambi mancini". 
Vasquez disegnò i primi cinque episodi, dal sesto in poi realizzati dal fratello Enriquez. 
Non particolarmente noti, il primo è stato identificato dalla Guida al fumetto italiano di Gianni Bono in Franco Verola, e da Giornale Pop in Jorge Badía Romero, fratello del più famoso Enrique (noto soprattutto per avere disegnato la striscia inglese di Modesty Blaise); Enriquez, a sua volta, non sarebbe altri che il disegnatore milanese Leonardo Gagliano.